# STS-129
STS-129 var en flygning i USA:s rymdfärjeprogram till Internationella rymdstationen ISS som genomfördes med rymdfärjan Atlantis. Starten skedde den 16 november 2009 kl 20.28 svensk tid. Uppdraget var Atlantis första flygning till ISS på nästan två år. Uppdraget var ett rent fraktuppdrag då gyroskop, kvävetankar och andra reservdelar flögs till rymdstationen. Landningen skedde på Kennedy Space Center bana 33 den 27 november kl. 15.44 svensk tid. Därmed avslutades detta uppdrag och Atlantis 31:a flygning till rymden.

## Aktiviteter

### Innan uppskjutning
Den 6 oktober rullade Atlantis från sin hangar till Vehicle Assembly Building där hon monterades på sin externa bränsletank. Hon rullade sedan ut till startplatta 39A den 14 oktober.

### Aktiviteter dag för dag

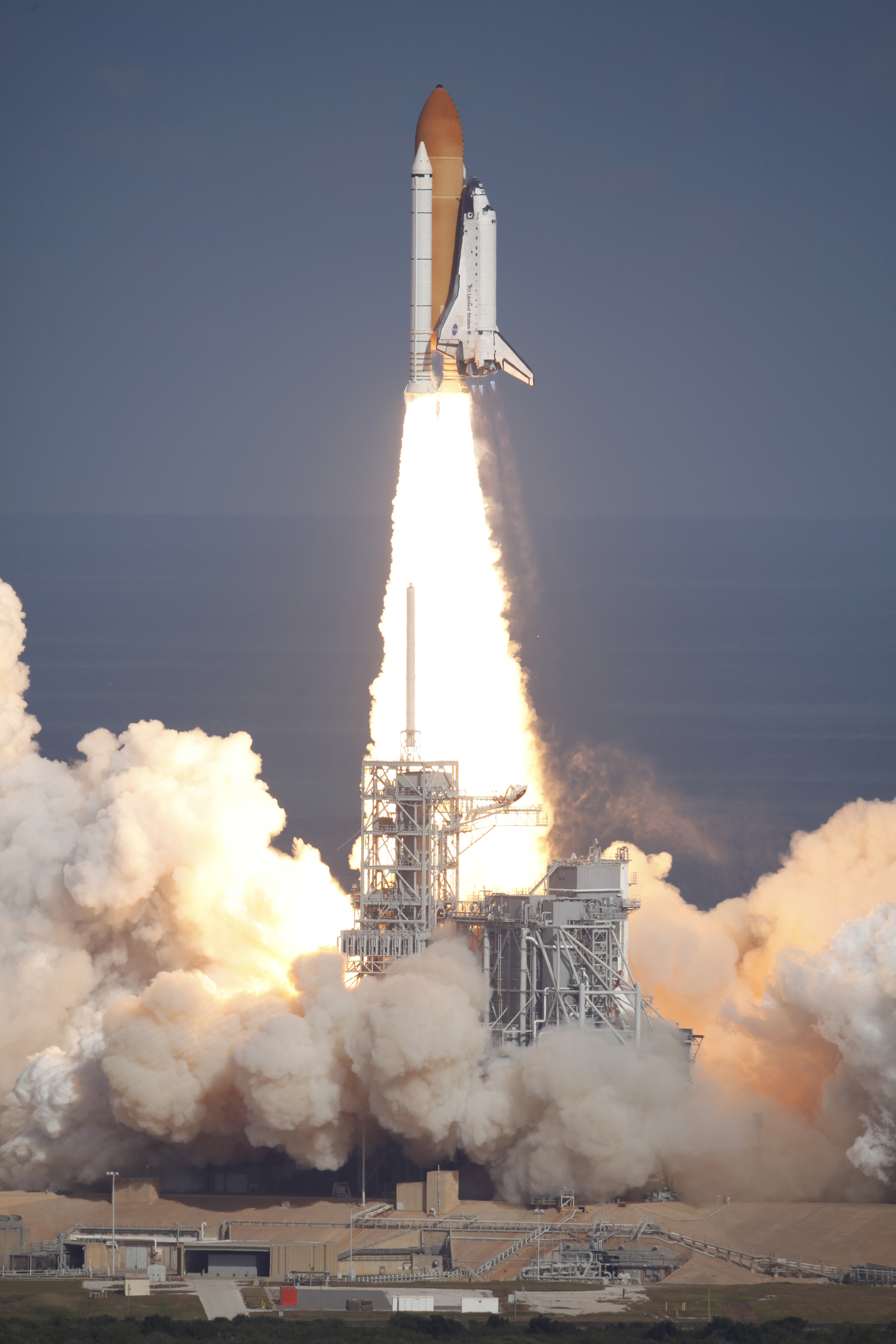
Atlantis lyfter från Kennedy Space Center den 16 november 2009 kl. 20.28 svensk tid

Dag 1: Atlantis lyfte enligt planerna kl. 20.28 svensk tid från Kennedy Space Center. Den 8 minuter långa färden till rymden gick utan problem. Besättningen öppnade färjans lastrumsdörrar samt stuvade undan stolar och startmaterial.
Dag 2: Besättningen undersökte Atlantis värmesköldar med hjälp av robotarmen. De kontrollerade även rymdpromenadsutrustningen för att verifiera att den inte skadats under starten, samt förberedelser inför dockningen med ISS
Dag 3: Atlantis dockade med ISS kl. 17.53 svensk tid. När Atlantis befann sig under ISS gjorde befälhavare Charlie Houbaugh en bakåtvolt så besättningen på ISS kunde ta bilder av färjans värmesköldar. Efter att läcktester genomförts öppnades luckorna mellan farkosterna och välkomstfirandet kunde börja. Nicole Stott överfördes till besättningen på STS-129 efter ha varit medlem av ISS-besättningen sedan augusti. Besättningen förberedde för EVA 1.
Dag 4: Den första rymdpromenaden utfördes utan några problem. Överföringar mellan farkosterna stod även på dagens schema.
Dag 5: Besättningen deltog i flera mediahändelser under dagen. Atlantis värmesköldar godkändes för landning. Förberedelser inför EVA 2 stod även på schemat för dagen.
Dag 6: Den andra rymdpromenaden utfördes utan några problem. Under tiden jobbade en annan del av besättningen med överföringar mellan farkosterna.
Dag 7: Delar av besättningen deltog i en del mediahändelser med amerikanska radio- och tv-program. Besättningen förberedde även för EVA 3.
Dag 8: Den tredje och sista rymdpromenaden utfördes utan några problem. De sista överföringsarbetena mellan farkosterna gjordes. Besättningarna fick även bevittna ett befälsbyte på ISS.
Dag 9: Sista dagen på ISS för Atlantis besättning. Dagen bestod av att frakta över det sista från färjan till ISS och det som skulle med tillbaka till jorden från ISS. Sedan följde den sedvanliga avskedsceremonin och besättningen förberedde för utdockning som ägde rum under flygdag 10.
Dag 10: Atlantis dockade ut från ISS klockan 10.54 svensk tid efter att besättningarna kontrollerat att inga läckor fanns mellan farkosterna. Piloten Barry Wilmore flög färjan under utdockningen och avslutade sin flygning med en tur över ISS så resten av besättningen kunde ta fotografier på rymdstationen med jorden som bakgrund. En sista undersökning av Atlantis värmesköld företogs för att verifiera att inga skador uppkommit under tiden hon varit dockad med ISS.
Dag 11: Besättningen började förbereda för landning. Flygstolarna på mellandäcket monterades upp igen för landning efter ha legat undanstoppad sedan starten.
Dag 12: Atlantis landade på första försöket kl. 15.44 svensk tid på Kennedy Space Centers bana 33. Nicole Stott är därmed hemma efter cirka 90 dagar i rymden. Atlantis avslutade sitt 31:a uppdrag till rymden.

### Rymdpromenader
EVA 1: Rymdpromenaden utfördes av Foreman och Satcher. En fästanordning för en S-bandantenn monterades. Reservkablar till en annan antenn och en fästanordning för en ammoniaktank monterades också under promenaden. Visst kablage drogs om och astronauterna felsökte en panel på fackelsegmentet S0. Anledningen till felsökningen på fackelsegmentet är en misslyckad kontaktinkoppling under STS-128.
EVA 2:  Rymdpromenaden utfördes av Foreman och Bresnik. Under den andra rymdpromenaden installerades GATOR på Columbusmodulen. Detta för att prova om GATOR med automatik kan identifiera inkommande rymdfarkoster. Systemet bestod av två antenner och kablar. Ett mätinstrument på en av solpanelerna flyttades från fackelsegment S1 till P1. En lastplattform monterades på fackelsegment S3.
EVA 3: Rymdpromenaden utfördes av Satcher och Bresnik. Under den tredje rymdpromenaden monterades en högtryckstank på utsidan av den amerikanska luftslussen Quest. Tanken skulle användas för att tömma och fylla luftslussen med luft. De monterade även experimentplattformen MISSE 7 som skulle användas för utvändiga experiment. Till sist monterades den andra lastplattformen på fackelsegmentet S3.

## Besättning
- USA Charles O. Hobaugh befälhavare. Tidigare rymdfärder STS-104, STS-118
- USA Barry E. Wilmore pilot. Inga tidigare rymdfärder
- USA Michael Foreman uppdragsspecialist. Tidigare rymdfärd STS-123
- USA Randolph Bresnik uppdragsspecialist. Inga tidigare rymdfärder.
- USA Leland D. Melvin uppdragsspecialist. Tidigare rymdfärd STS-122
- USA Robert Satcher uppdragsspecialist. Inga tidigare rymdfärder.

### ISS-besättning som bytes under detta uppdrag
- USA Nicole P. Stott reser med Atlantis tillbaka till jorden efter sin första rymdresa som medlem av Expedition 20 och Expedition 21 på ISS.

## Väckningar
Under Geminiprogrammet började NASA spela musik för besättningar och sedan Apollo 15 har man varje "morgon" väckt besättningen med ett särskilt musikstycke, särskilt utvalt antingen för en enskild astronaut eller för de förhållanden som råder.
| Dag | Låt                             | Artist/Kompositör     | Spelad för                                               | Länk    |
| --- | ------------------------------- | --------------------- | -------------------------------------------------------- | ------- |
| 2   | “I Can Only Imagine”            | MercyMe               | Barry E. Wilmore                                         | wav mp3 |
| 3   | “Higher Ground”                 | Stevie Wonder         | Robert Satcher                                           | wav mp3 |
| 4   | “In Wonder”                     | Newsboys              | Randolph Bresnik                                         | wav mp3 |
| 5   | “We Are Family”                 | Sister Sledge         | Leland D. Melvin                                         | wav mp3 |
| 6   | “Voyage to Atlantis”            | The Isley Brothers    | Robert Satcher                                           | wav mp3 |
| 7   | “Butterfly Kisses”              | Bob Carlisle          | Randolph Bresnik, som blivit pappa några timmar tidigare | wav mp3 |
| 8   | “Space Rise”                    | Larry Whitehair       | Michael Foreman                                          | wav mp3 |
| 9   | “The Marine Corps Hymn”         | The Marine Corps Band | Charles O. Hobaugh                                       | wav mp3 |
| 10  | “Amazing Grace” från Braveheart | Eric Rigler           | Barry E. Wilmore                                         | wav mp3 |
| 11  | “Fly Me to the Moon”            | Frank Sinatra         | Nicole P. Stott                                          | wav mp3 |
| 12  | “Home Sweet Home”               | Mötley Crüe           | hela besättningen                                        | wav mp3 |

## Galleri

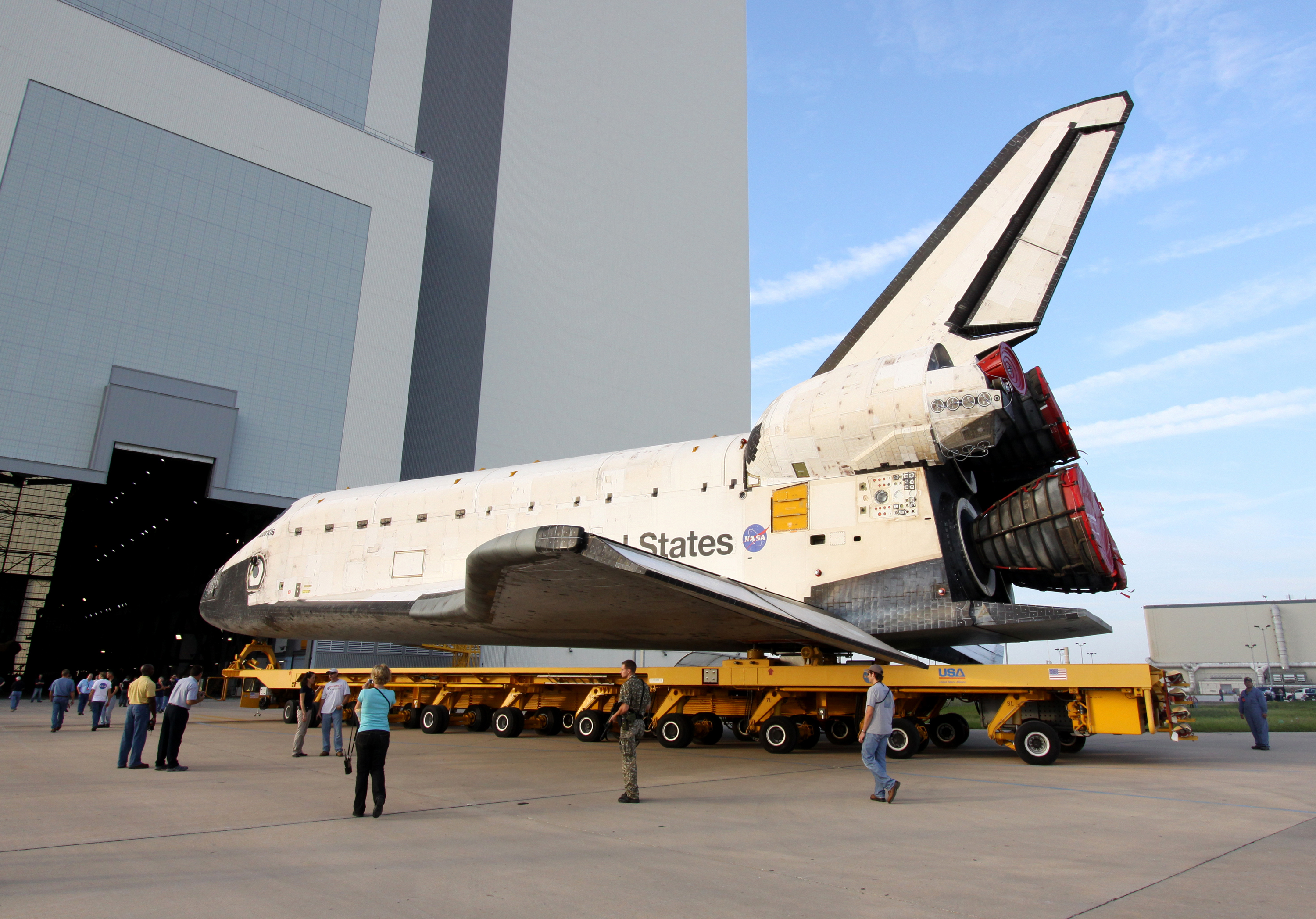
Atlantis rullar över från sin hangar till VAB.
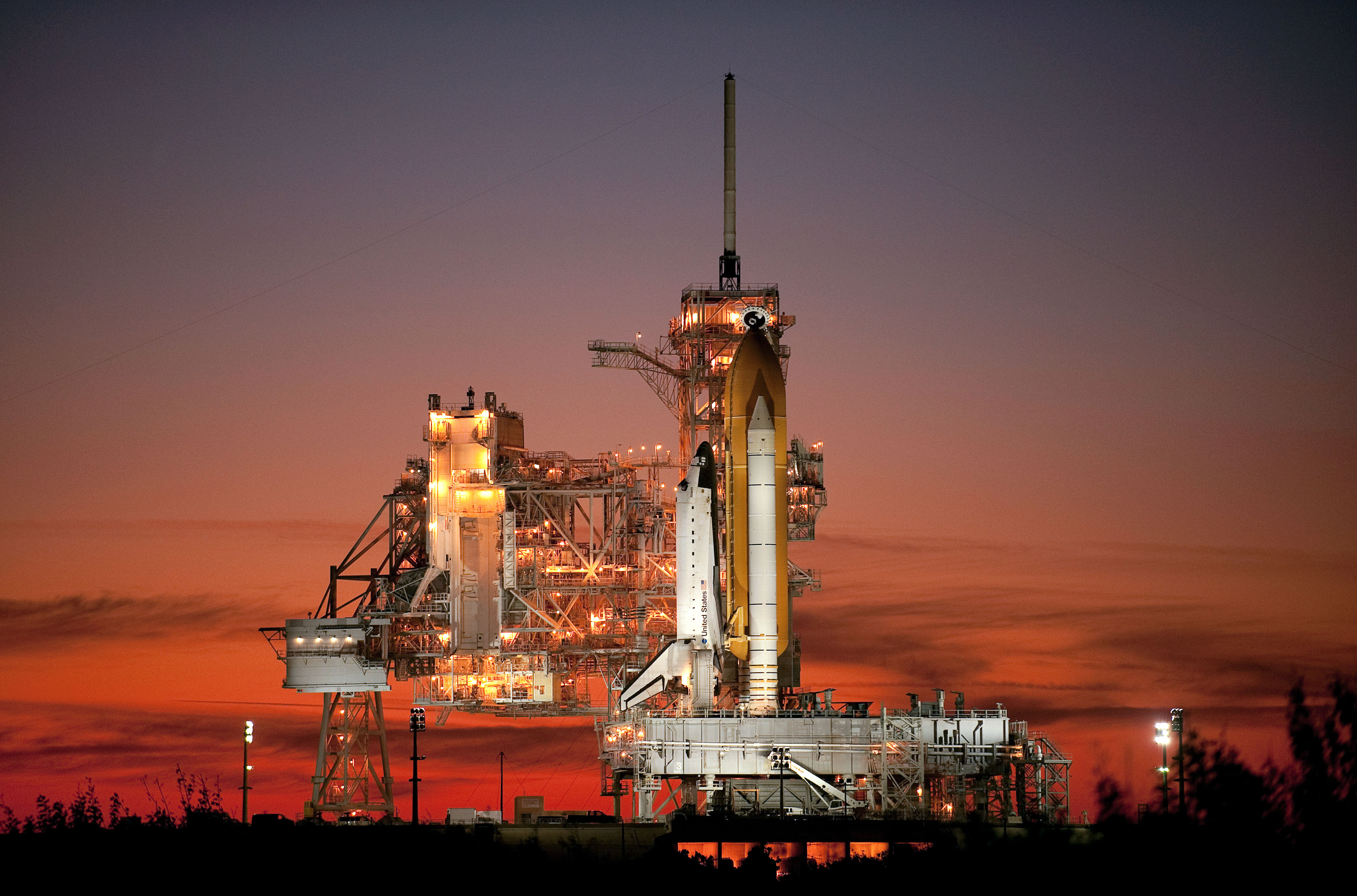
Atlantis på startplattan innan start.
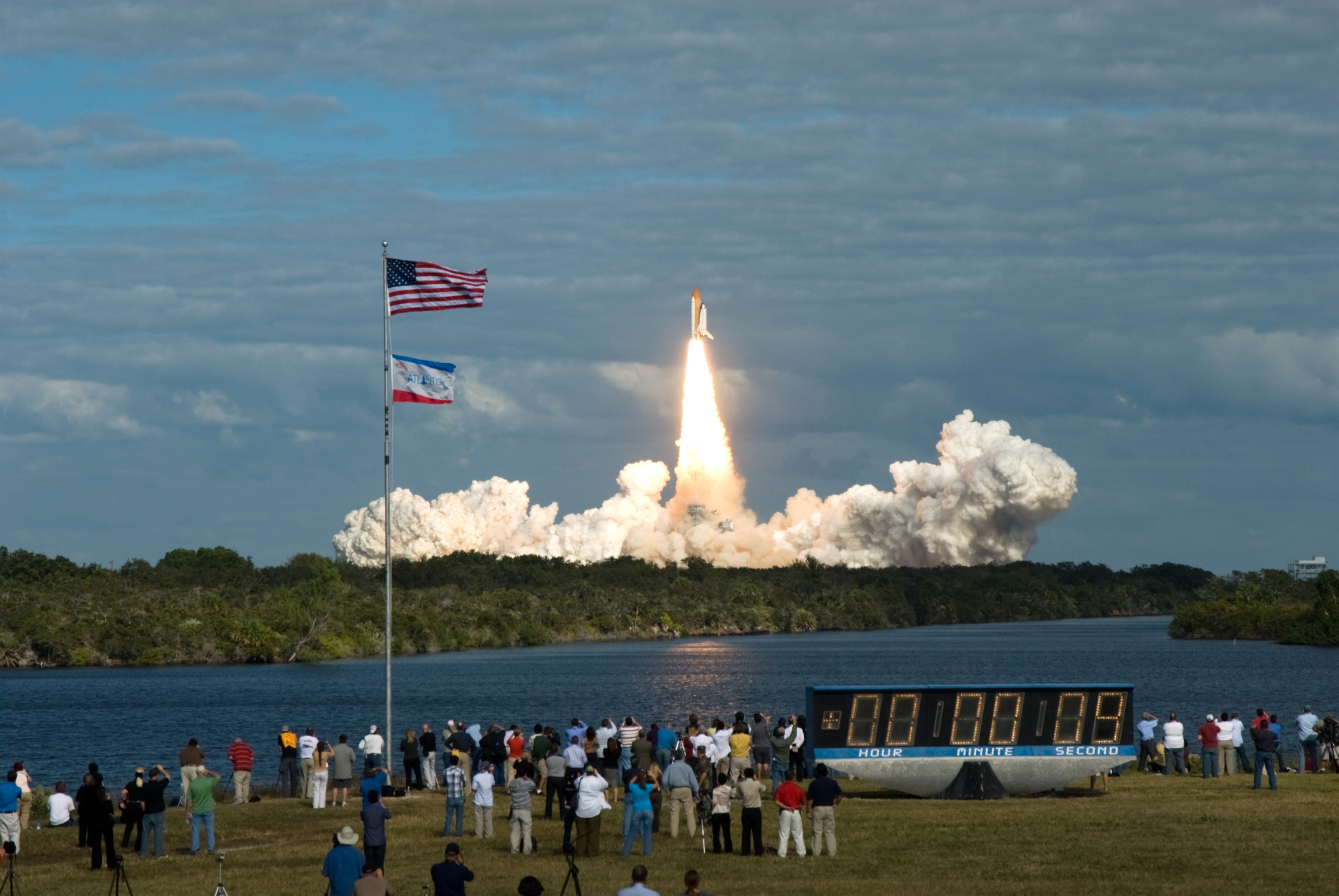
Atlantis startar från Kennedy Space Center.
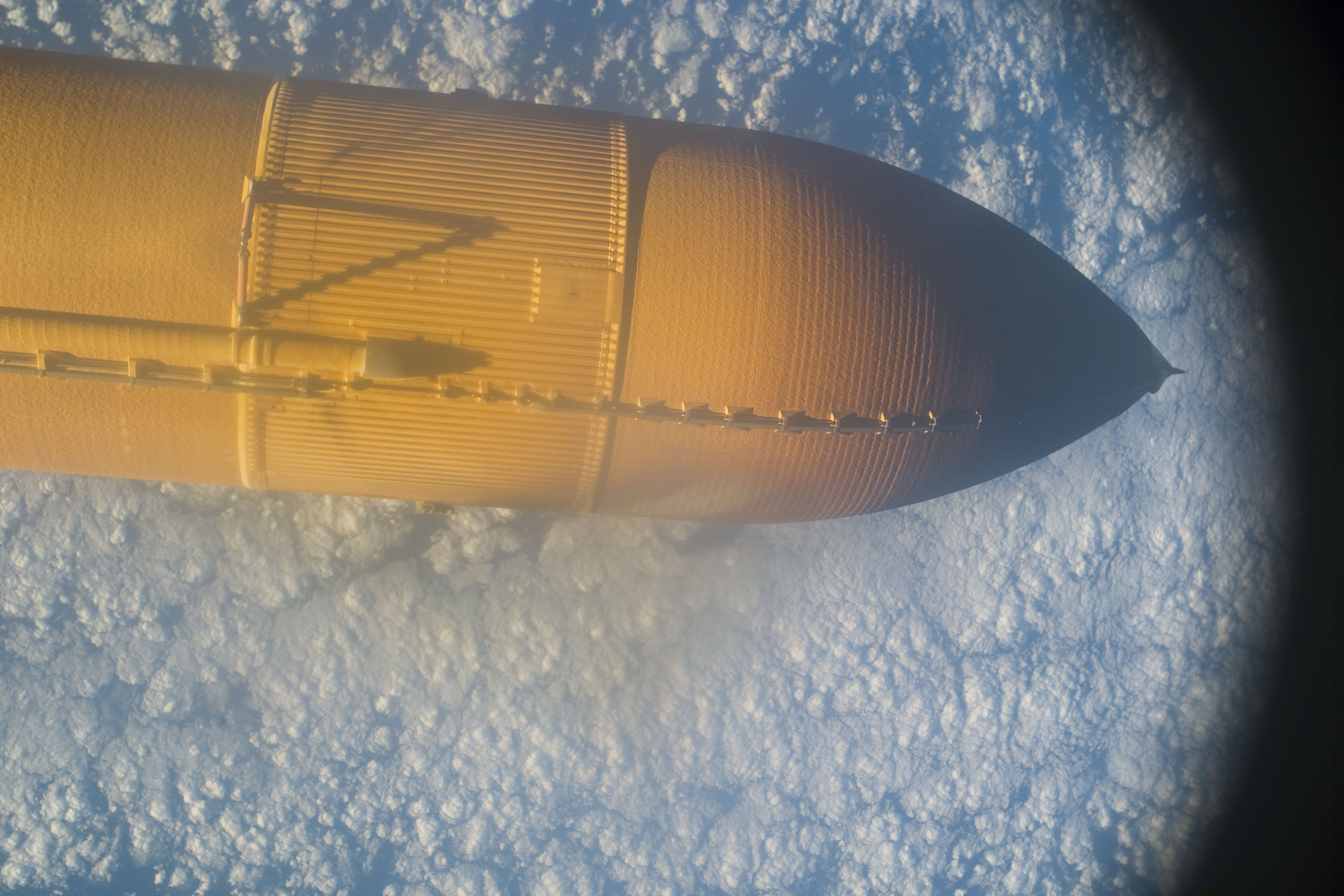
Bild efter tanken släppts.
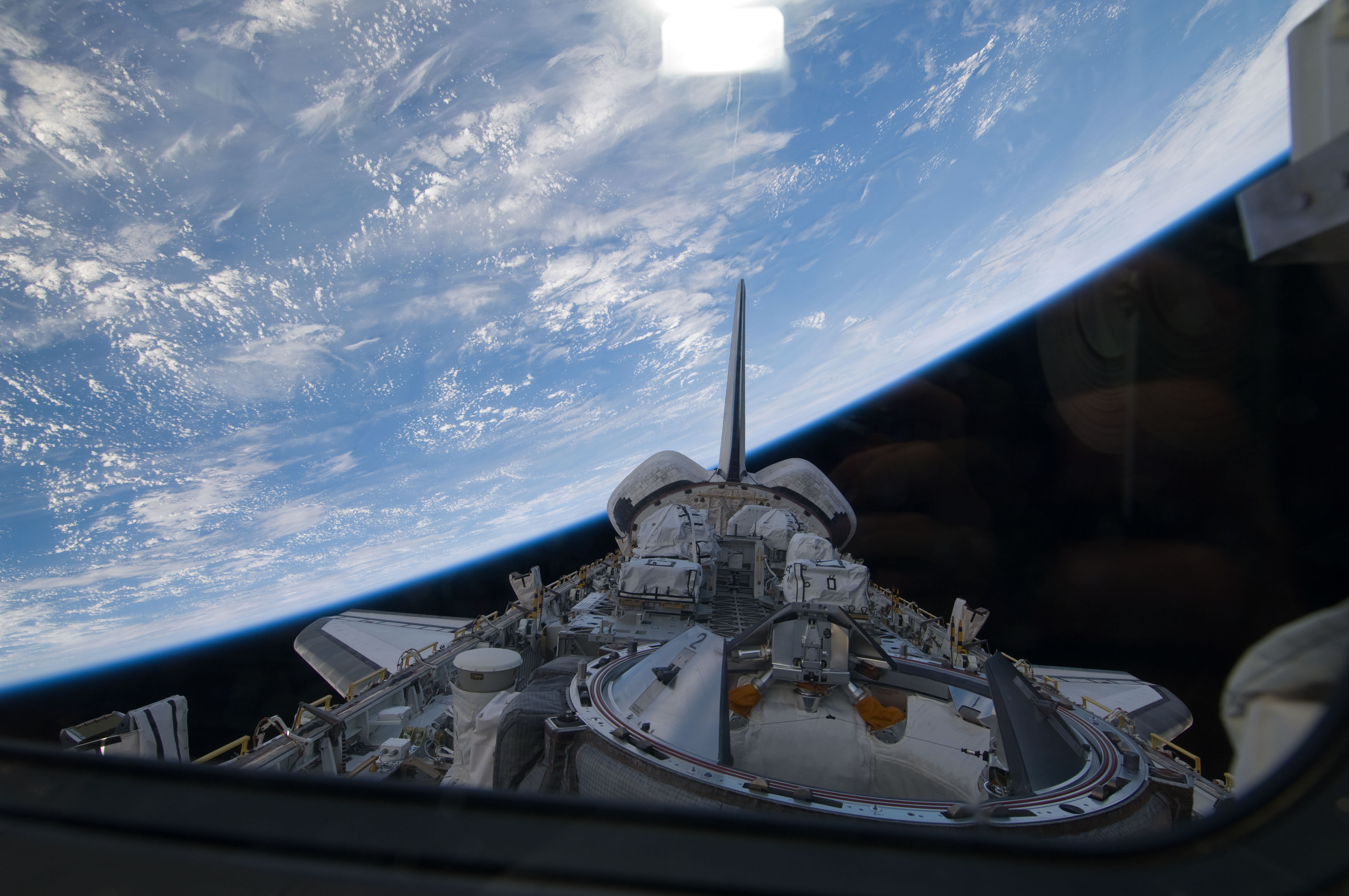
Vy över jorden och Atlantis lastutrymme.
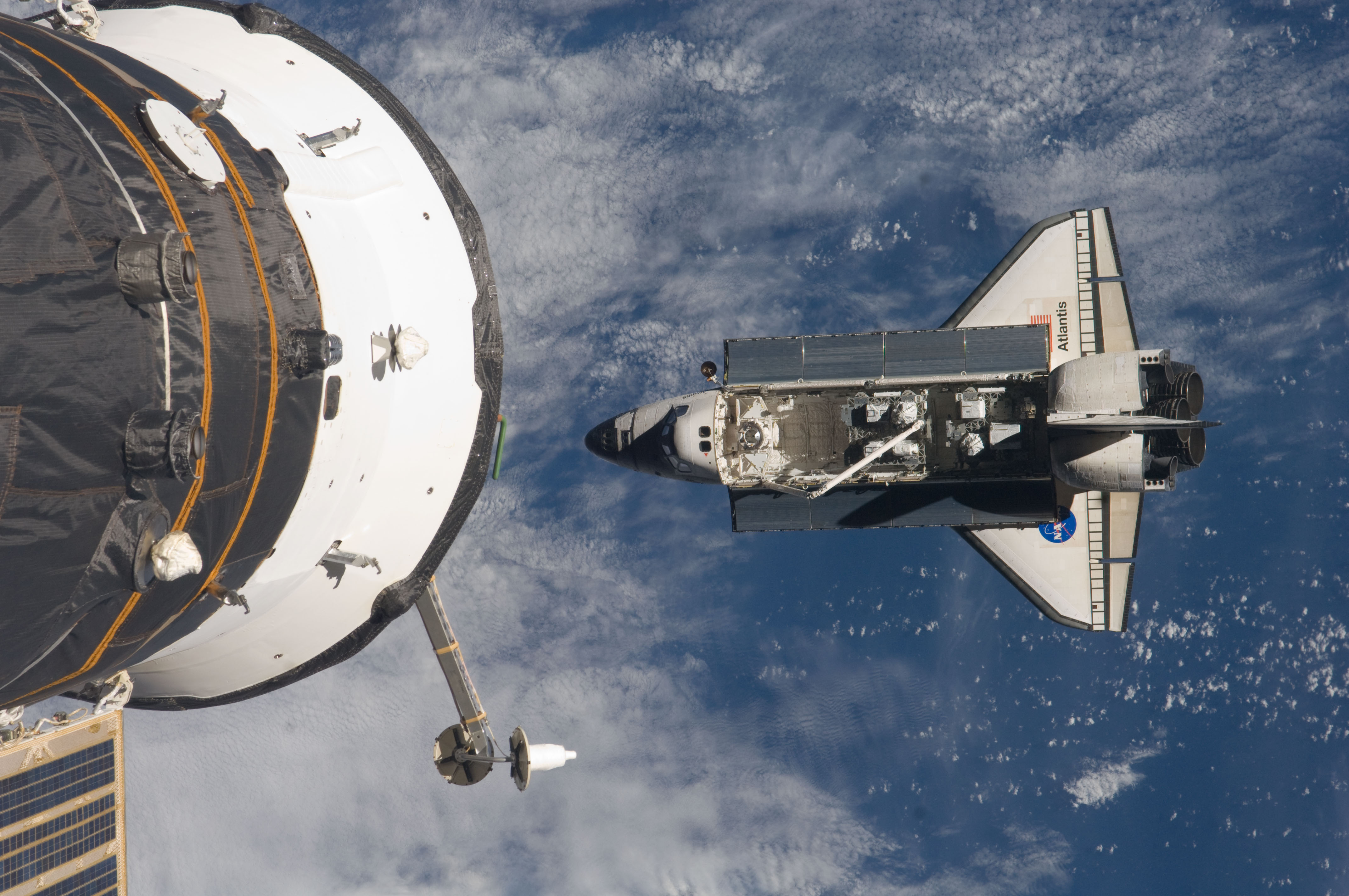
Atlantis närmar sig ISS.
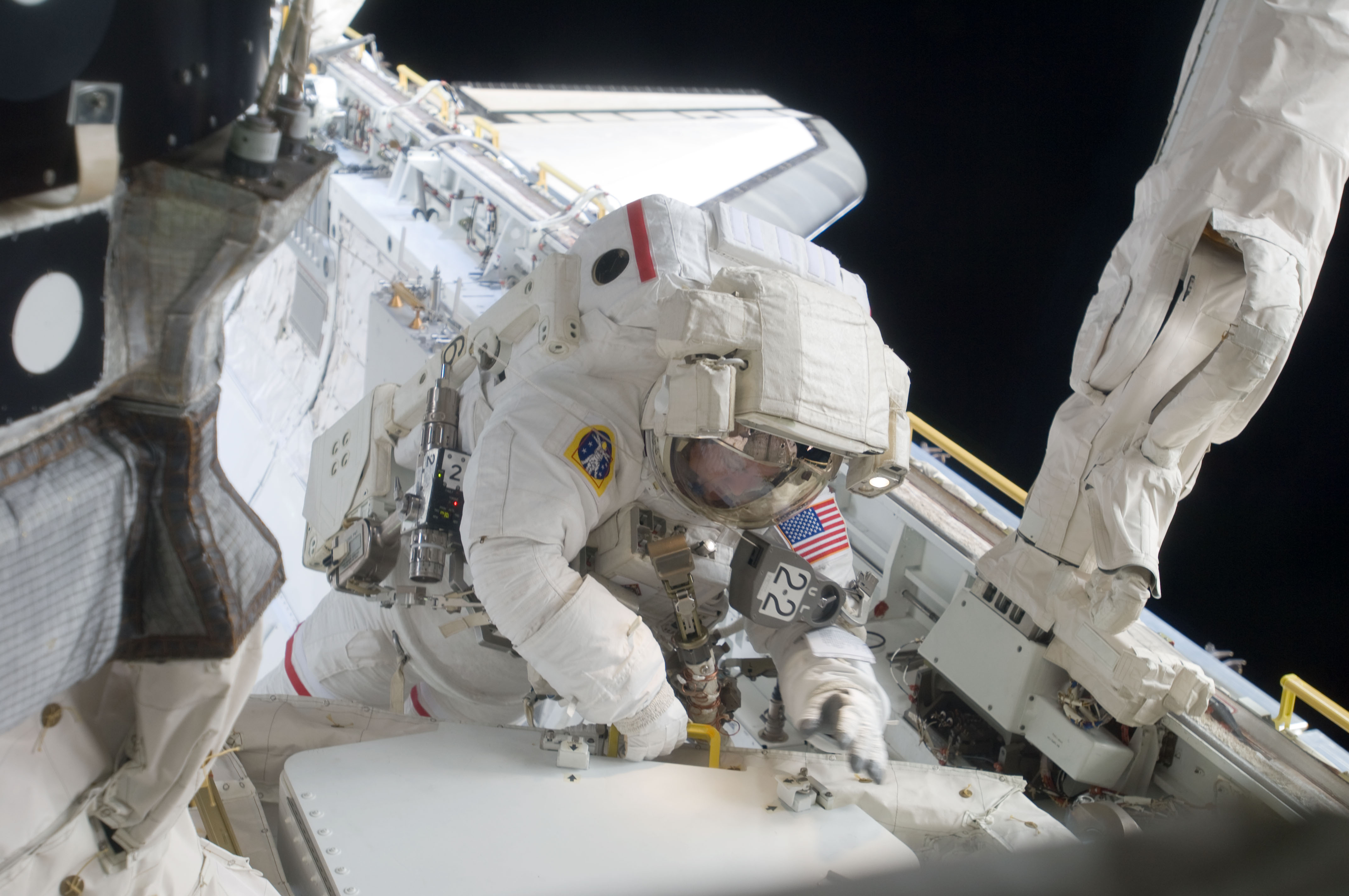
Mike Foreman ute på en rymdpromenad.
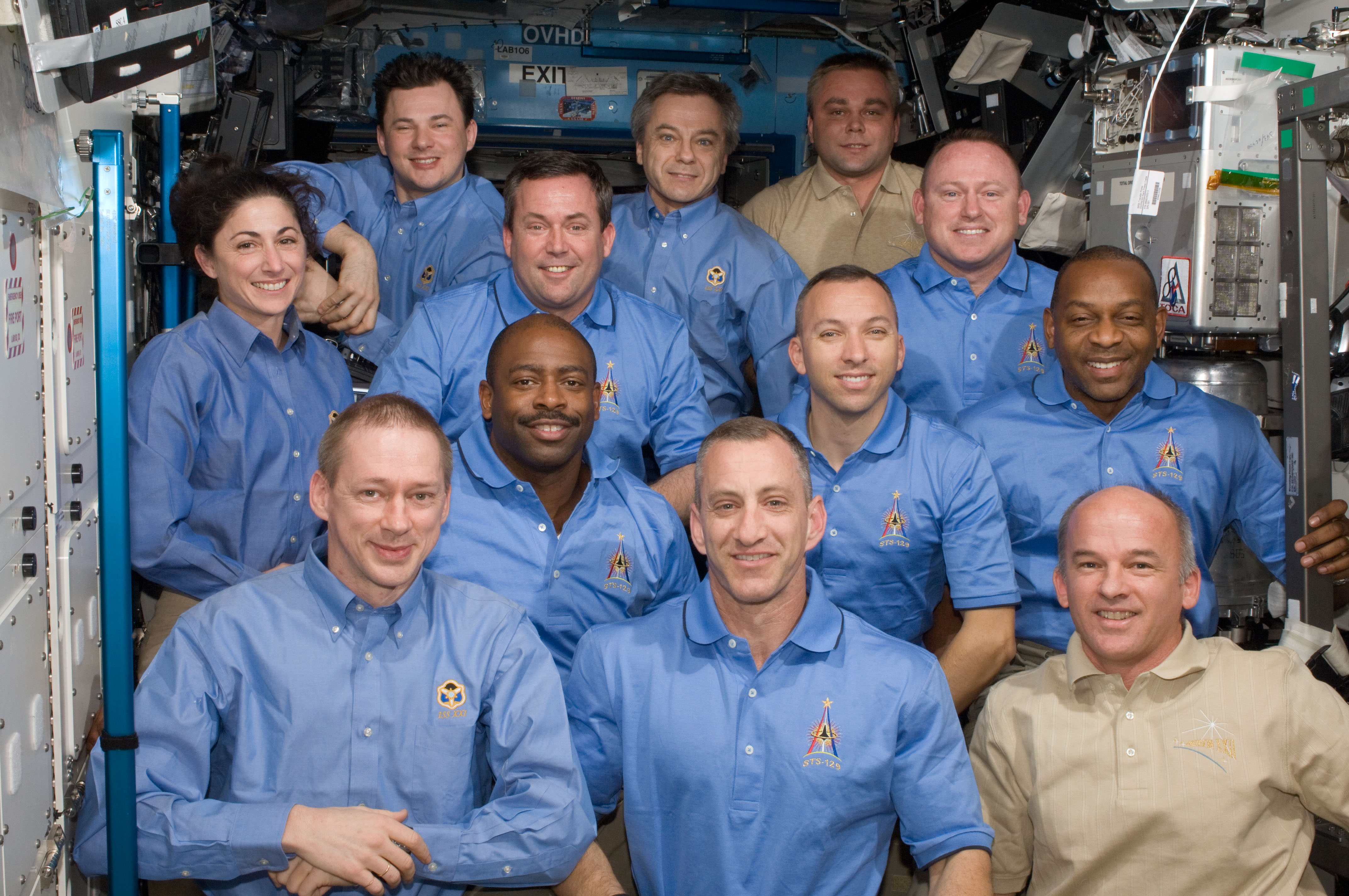
Atlantis och ISS besättning tillsammans.
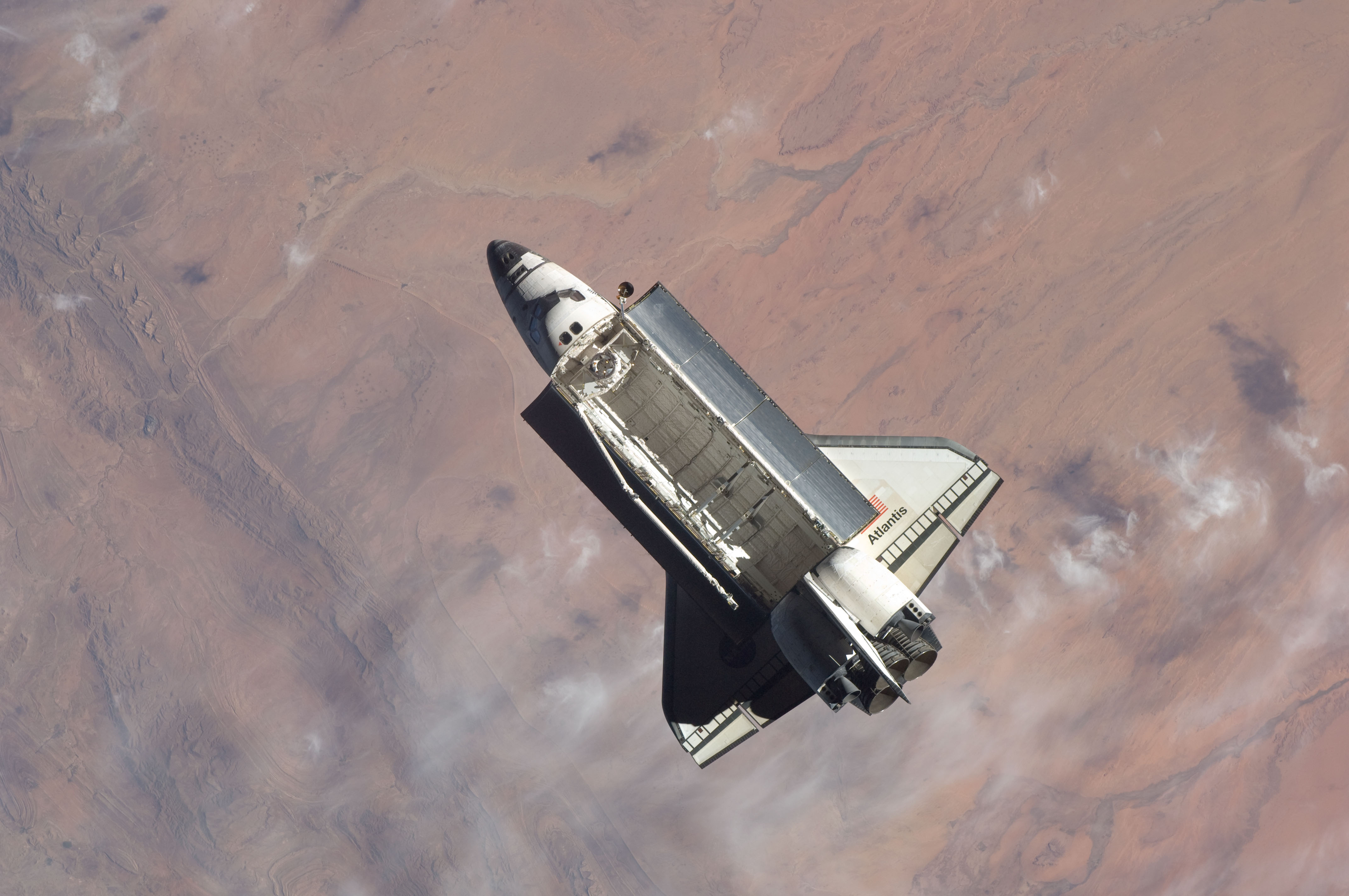
Atlantis sedd från ISS efter utdockningen.
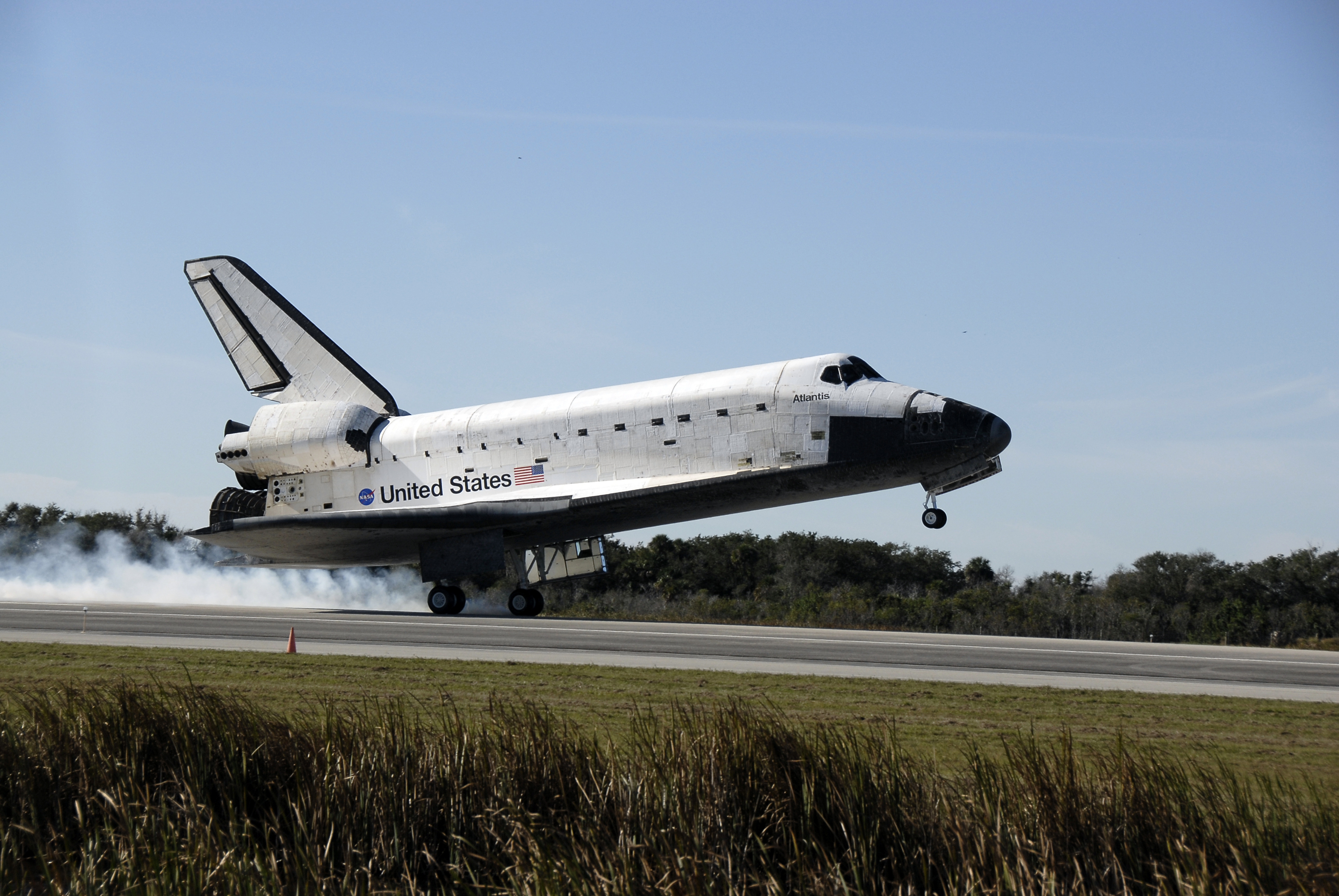
Atlantis landar Kennedy Space Center.